# Феуроая
Феуроая (рум. Făuroaia) — село у повіті Мехедінць в Румунії. Входить до складу комуни Брезніца-Мотру.
Село розташоване на відстані 223 км на захід від Бухареста, 50 км на схід від Дробета-Турну-Северина, 48 км на північний захід від Крайови.

## Населення
За даними перепису населення 2002 року у селі проживали 228 осіб, усі — румуни. Усі жителі села рідною мовою назвали румунську.